# La Ferrière (Svizzera)
La Ferrière (toponimo francese) è un comune svizzero di 542 abitanti del Canton Berna, nella regione del Giura Bernese (circondario del Giura Bernese).

## Monumenti e luoghi d'interesse
- Chiesa riformata, eretta nel 1864[1].

## Società

### Evoluzione demografica
L'evoluzione demografica è riportata nella seguente tabella:
Abitanti censiti

## Amministrazione
Ogni famiglia originaria del luogo fa parte del cosiddetto comune patriziale e ha la responsabilità della manutenzione di ogni bene ricadente all'interno dei confini del comune.